# Ernst Arbman (präst)
Ernst Arbman, född 2 november 1818 i Undersåkers församling i Jämtlands län, död 18 maj 1896, var en svensk präst. Han var son till Johan Olof Arbman samt far till Johannes och Olof Emanuel Arbman.

## Biografi
Ernst Arbman föddes 1818 i Undersåkers församling. Han var son till kyrkoherden Johan Olof Arbman i Offerdals församling. Arbman blev 17 oktober 1836 student vid Uppsala universitet. Arbman blev utnämnd i februari 1862 till kyrkoherde i Sunne församling, tillträdde 1 maj 1863 och var 1874–1893 prost över Jämtlands östra kontrakt. Han blev ledamot av Nordstjärneorden 1880. Arbman avled 1896.
Han tillhörde ledarna inom den jämtländska väckelsen under 1800-talet.

### Familj
Arbman gifte sig 1 maj 1843 med Eva Ekilina Diller (1820–1907). Hon var dotter till kyrkoherden prosten Olof Dillner i Brunflo församling. De fick tillsammans barnen kontraktsprosten Johannes Arbman i Näs församling, Olof Arbman (1846–1847), kontraktsprosten Olof Arbman i Borgsjö församling, Olga Arbman som var gift med kronolänsmannen Johan Victor Leonhard Behm i Hackås, lärarinnan Alma Arbman (1853–1931), studenten Ernst Arbman (1855–1891), musiklärarinnan Hilda Margareta Arbman (född 1857) i Kalmar och författarinnan och folkloristen Rosa Arbman (1861–1919).